# Kroksjön (Askersunds socken, Närke)
Kroksjön är en sjö i Askersunds kommun i Närke och ingår i Motala ströms huvudavrinningsområde. Sjöns area är 0,01 kvadratkilometer och den är belägen 121 meter över havet.